# Hollywood (film 1923)
Hollywood è un film muto del 1923 diretto da James Cruze. Protagonista della storia, la sconosciuta Hope Drown nel ruolo di Angela, una ragazza che sogna di diventare una diva. Ambientato a Hollywood, il film propone in cameo una lunga teoria di nomi illustri del panorama cinematografico dell'epoca che facevano parte della scuderia della casa di produzione.

## Trama
Lasciata la piccola città di Centerville, Angela arriva a Hollywood, dove vuole sfondare come attrice. La accompagna nonno Joel, mentre il resto della famiglia (nonna, zia, fratello e il suo eterno fidanzato Lem) sono rimasti a casa. Il primo giorno, i due provinciali incontrano moltissime star e celebrità varie, ma nessuno sembra occuparsi troppo di Angela tanto da offrirle un lavoro. Cosa che invece, anche se involontariamente, capita a nonno Joel. Finito a fare l'attore in un film di William C. de Mille, il nonno diventa subito una star. Intanto a Centerville i parenti cominciano a preoccuparsi per i due familiari "perduti" in quella sentina di vizi come ai loro occhi appare la mecca del cinema. Tutti insieme, partono alla volta della città del peccato, decisi di riportarli indietro. Ma, una volta giunti a destinazione, tutti quanti sono travolti del fantasmagorico mondo del cinema. Finiscono infatti per apparire sugli schermi: zia, nonna, fratello, fidanzato... persino il pappagallo di casa assurgono al rango di star. Meno Angela, che finisce per sposare Lem e a mettere al mondo due gemellini che appariranno perfino loro sullo schermo.

## Produzione
In origine, il film - prodotto dalla Famous Players-Lasky Corporation - avrebbe dovuto intitolarsi Hollywood and the Only Child.
Le riprese vennero effettuate tra il 13 febbraio a metà maggio del 1923 (o 15 febbraio e 3 maggio 1923). Venne girato sia in studio (ai Kaufman Astoria Studios del Queens, a New York e nei Paramount Studios di Los Angeles) che in esterni, all'Egyptian Theatre di Sid Grauman, famoso impresario che appare anche come uno dei numerosi cameo del film. I costumi sono firmati da Clare West alla quale viene dedicato un altro cameo della pellicola.
Tra le celebrità che il film presenta, spicca anche il nome di Roscoe Arbuckle: fu la prima riapparizione sullo schermo del famoso comico, la cui carriera aveva subito un pesante arresto a causa dello scandalo in cui era stato coinvolto nel settembre 1921 dopo la morte della giovane Virginia Rappe, scandalo che aveva provocato da parte della Paramount il ritiro di tutti i suoi film dal territorio degli Stati Uniti. Ma neppure questo rientro servì a far cambiare idea al pubblico che, ormai, gli aveva definitivamente voltato le spalle e l'attore, per continuare a lavorare, dovette cambiare nome.

## Distribuzione
Il copyright del film, richiesto dalla Famous Players-Lasky Corp., fu registrato il 10 luglio 1923 con il numero LP19202. A New York, il film venne presentato in prima l'11 agosto.
Distribuito dalla Paramount Pictures e presentato da Jesse L. Lasky, il film uscì nelle sale cinematografiche statunitensi il 19 agosto 1923. In Svezia, dove uscì il 14 gennaio 1924 distribuito dalla Film AB Liberty, prese il titolo di Flickan som kom till Hollywood; in Danimarca (11 febbraio 1924), quello di Eventyret i Hollywood. La Paramount British Pictures lo distribuì nel Regno Unito il 26 maggio 1924 in una versione lievemente ridotta di 2.210,4 metri (rispetto ai 2.468 metri di quella originale). In Francia, fu distribuito dalla Paramount il 17 ottobre 1924 con il titolo Hollywood, mentre in Spagna fu ribattezzato Hollywood o La meca de la cinematografía.
Non si conoscono copie ancora esistenti della pellicola che viene considerata presumibilmente perduta.